# Вікдессос
Вікдессо́с (фр. Vicdessos) — колишній муніципалітет у Франції, у регіоні Окситанія, департамент Ар'єж. Населення — 558 осіб (2011).
Муніципалітет був розташований на відстані близько 680 км на південь від Парижа, 95 км на південь від Тулузи, 24 км на південь від Фуа.

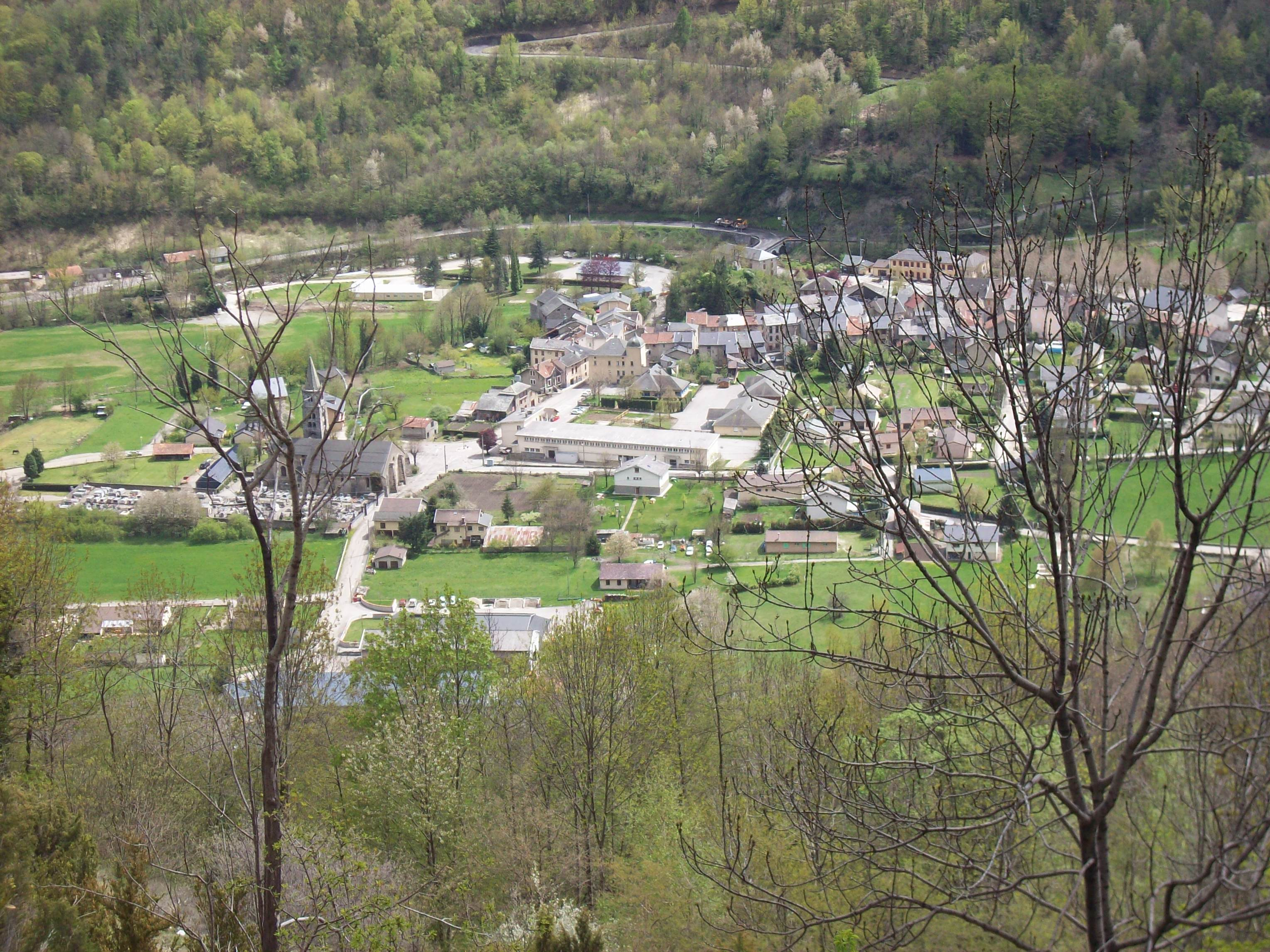

## Історія
До 2015 року муніципалітет перебував у складі регіону Південь-Піренеї. Від 1 січня 2016 року належав до нового об'єднаного регіону Окситанія.
1 січня 2019 року Вікдессос, Гульє, Сем i Сюк-е-Сантенак було об'єднано в новий муніципалітет Валь-де-Сос.

## Демографія
Динаміка населення (INSEE ):
Розподіл населення за віком та статтю (2006):
| Стать | Всього | До 15 років | 15-24 | 25-44 | 45-64 | 65-85 | Понад 85 |
| --- | ------ | ----------- | ----- | ----- | ----- | ----- | -------- |
| Чоловіки | 220    | 32          | 16    | 48    | 60    | 48    | 16       |
| Жінки | 222    | 55          | 20    | 36    | 63    | 44    | 4        |
| \| Статево-вікова піраміда \| Статево-вікова піраміда \| Статево-вікова піраміда \| \| ----------------------- \| ----------------------- \| ----------------------- \| \| Чоловіки \| Вік \| Жінки \| \| 16 \| 85 + \| 4 \| \| 16 \| 80-84 \| 12 \| \| 0 \| 75-79 \| 20 \| \| 16 \| 70-74 \| 4 \| \| 16 \| 65-69 \| 8 \| \| 20 \| 60-64 \| 16 \| \| 4 \| 55-59 \| 12 \| \| 20 \| 50-54 \| 4 \| \| 16 \| 45-49 \| 31 \| \| 24 \| 40-44 \| 8 \| \| 4 \| 35-39 \| 20 \| \| 8 \| 30-34 \| 4 \| \| 12 \| 25-29 \| 4 \| \| 4 \| 20-24 \| 0 \| \| 12 \| 15-20 \| 20 \| \| 12 \| 10-14 \| 39 \| \| 8 \| 5-9 \| 12 \| \| 12 \| 0-4 \| 4 \| |        |             |       |       |       |       |          |
| Статево-вікова піраміда |        |             |       |       |       |       |          |
| Чоловіки | Вік    | Жінки       |       |       |       |       |          |
| 16 | 85 +   | 4           |       |       |       |       |          |
| 16 | 80-84  | 12          |       |       |       |       |          |
| 0 | 75-79  | 20          |       |       |       |       |          |
| 16 | 70-74  | 4           |       |       |       |       |          |
| 16 | 65-69  | 8           |       |       |       |       |          |
| 20 | 60-64  | 16          |       |       |       |       |          |
| 4 | 55-59  | 12          |       |       |       |       |          |
| 20 | 50-54  | 4           |       |       |       |       |          |
| 16 | 45-49  | 31          |       |       |       |       |          |
| 24 | 40-44  | 8           |       |       |       |       |          |
| 4 | 35-39  | 20          |       |       |       |       |          |
| 8 | 30-34  | 4           |       |       |       |       |          |
| 12 | 25-29  | 4           |       |       |       |       |          |
| 4 | 20-24  | 0           |       |       |       |       |          |
| 12 | 15-20  | 20          |       |       |       |       |          |
| 12 | 10-14  | 39          |       |       |       |       |          |
| 8 | 5-9    | 12          |       |       |       |       |          |
| 12 | 0-4    | 4           |       |       |       |       |          |

## Економіка
2010 року серед 318 осіб працездатного віку (15—64 років) 233 були активними, 85 — неактивними (показник активності 73,3%, у 1999 році було 64,2%). З 233 активних мешканців працювали 203 особи (109 чоловіків та 94 жінки), безробітними було 30 (16 чоловіків та 14 жінок). Серед 85 неактивних 27 осіб було учнями чи студентами, 30 — пенсіонерами, 28 були неактивними з інших причин.

У 2010 році у муніципалітеті числилось 186 оподаткованих домогосподарств, у яких проживали 425,0 особи, медіана доходів виносила 15 857 євро на одного особоспоживача.